# Бег на 1000 метров
Бег на 1000 метров — дисциплина, относящаяся к средним дистанциям беговой программы лёгкой атлетики. Дистанция входила в программу ГТО 1936 года. Эта дистанция редко проводится на крупных официальных соревнованиях. В основном забеги на 1000 метров устраивают на коммерческих соревнованиях. Бег на 1000 метров не входит в программу Олимпийских игр, чемпионатов мира и Европы. На 400-метровом круге — дистанция проходит в 2,5 круга, старт даётся с начала дальнего виража. В закрытых помещениях 5 кругов по 200 метров, старт перед виражом.

## Рекорды
в стадии утверждения
Рекорды даны по состоянию на 3 декабря 2023 года.

### Мужчины
| Рекорд                     | Результат | Спортсмен     | Страна         | Место     | Дата                 | Видео |
| -------------------------- | --------- | ------------- | -------------- | --------- | -------------------- | ----- |
| Рекорд мира                | 2.11,96   | Ной Нгени     | Кения          | Риети     | 5 сентября 1999 года | ·     |
| Рекорд Африки              | 2.11,96   | Ной Нгени     | Кения          | Риети     | 5 сентября 1999      | ·     |
| Рекорд Азии                | 2.14,72   | Юсуф Камель   | Бахрейн        | Стокгольм | 22 июля 2008         |       |
| Рекорд Европы              | 2.12,18   | Себастьян Коу | Великобритания | Осло      | 11 июля 1981         |       |
| Рекорд Северной Америки    | 2.13,90   | Рик Уолхютер  | США            | Осло      | 30 июля 1974         | ·     |
| Рекорд Австралии и Океании | 2.16,09   | Джеффри Ризли | Новая Зеландия | Острава   | 17 июня 2014         |       |
| Рекорд Южной Америки       | 2.14,09   | Жуакин Крус   | Бразилия       | Ницца     | 30 августа 1984      |       |

### Женщины
| Рекорд                     | Результат | Спортсмен           | Страна    | Место    | Дата             | Видео |
| -------------------------- | --------- | ------------------- | --------- | -------- | ---------------- | ----- |
| Рекорд мира                | 2.28,98   | Светлана Мастеркова | Россия    | Брюссель | 23 августа 1996  | ·     |
| Рекорд Африки              | 2.29,15   | Фейс Кипьегон       | Кения     | Монако   | 14 августа 2020  |       |
| Рекорд Азии                | 2.35,30   | Нелли Джепкосгей    | Бахрейн   | Берлин   | 2 сентября 2018  |       |
| Рекорд Европы              | 2.28,98   | Светлана Мастеркова | Россия    | Брюссель | 23 августа 1996  | ·     |
| Рекорд Северной Америки    | 2.31,80   | Реджина Джекобс     | США       | Брансуик | 6 июля 1999      |       |
| Рекорд Австралии и Океании | 2.34,63   | Эбби Колдуэлл       | Австралия | Берн     | 4 августа 2023   |       |
| Рекорд Южной Америки       | 2.32,25   | Летиция Врисде      | Суринам   | Берлин   | 10 сентября 1991 |       |